# Willamette Pass
Pour les articles homonymes, voir Willamette (homonymie).
Ne doit pas être confondu avec Col Willamette.

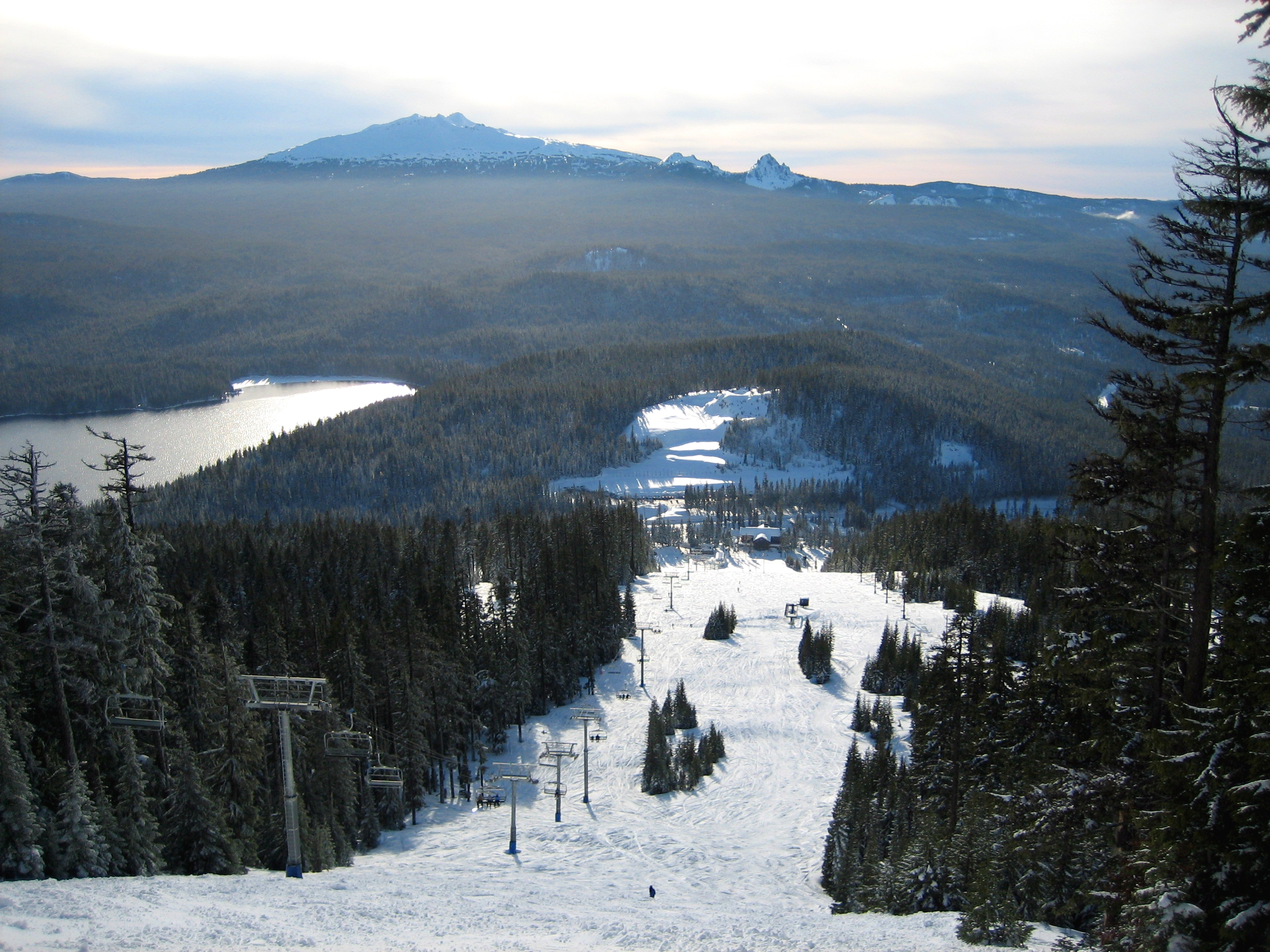
Station de Willamette Pass

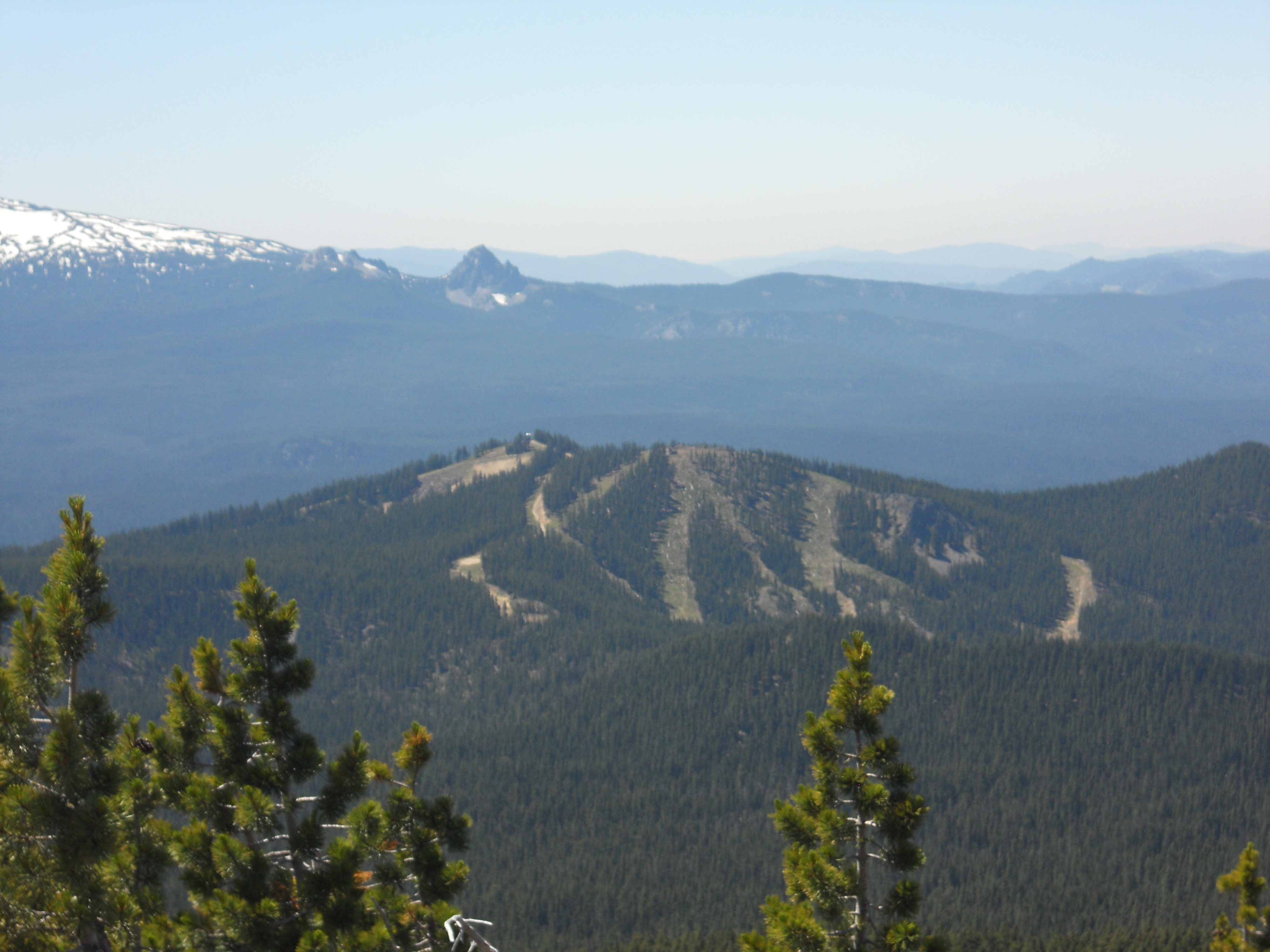
Vue des pistes de ski de la station de Willamette Pass depuis le pic Maiden.

Willamette Pass ou Willamette Pass ski area est une station de sports d'hiver située dans l’État de l’Oregon, dans l’ouest des États-Unis.
La station est logée dans les forêts nationales de Willamette et de Deschutes dans la région montagneuse de la chaîne des Cascades. Le domaine skiable s’étend sur près de 224 hectares et dispose de douze remontées mécaniques pour 7 pistes. L’altitude du domaine varie de 1 561 m à 2 037 m. Elle tire son nom du col Willamette où débutent les pistes de ski.